# Bankui
Bankui, anciennement appelée Boucle du Mouhoun, est l’une des 17 régions administratives du Burkina Faso, selon le découpage territorial révisé adopté le 2 juillet 2025.

## Histoire
La région a été administrativement créée le 2 juillet 2001, en même temps que 12 autres.
Avant le 2 juillet 2025, la région est connue sous le nom de Boucle du Mouhoun. Elle prend officiellement le nom de Bankui dans le cadre d’une réforme administrative visant à valoriser des dénominations à caractère endogène.
Le nom Bankui est composé de « Ban », qui signifie forêts, et de « kui », qui signifie village ou localité.

## Situation
L’ancienne appellation tire son nom de la boucle du fleuve Mouhoun (nom burkinabé donné à la partie supérieure de la Volta Noire depuis sa source). La plus grande partie de celui-ci circule au Burkina Faso, et dans cette même région.
Située au nord-ouest du pays et bordée au nord et à l'ouest par la frontière avec le Mali sur 437 kilomètres, la région est également limitrophe:
- au sud : des régions des Hauts-Bassins et du Djôrô,
- à l'est : des régions du Centre-Ouest et du Nord.

Elle couvre un peu plus de 12 % du territoire du pays avec une superficie comprise entre 34 333 km2 et 34 497 km2.
| Koutiala      | San, Bandiagara   | Nord         |
| Hauts-Bassins | Boucle du Mouhoun | Centre-Ouest |
|               | Djôrô             |              |

## Subdivisions administratives
La région de la Boucle du Mouhoun comprend 6 provinces :
- les Balé (chef-lieu : Boromo),
- les Banwa (chef-lieu : Solenzo),
- la Kossi (chef-lieu : Nouna),
- le Mouhoun (chef-lieu : Dédougou),
- le Nayala (chef-lieu : Toma),
- le Sourou (chef-lieu : Tougan).

Celles-ci regroupent 47 départements (6 communes urbaines et 41 communes rurales, rassemblant 1 042 villages).

## Démographie
Avec 11,3 % de la population nationale en 2006, la région est l'une des plus peuplées du Burkina Faso :
| Subdivisions ╲ Années  | 1985         | 1996           | 2002           | 2004           | 2005           | 2006           | proj. 2012     |
| ---------------------- | ------------ | -------------- | -------------- | -------------- | -------------- | -------------- | -------------- |
| Boucle du Mouhoun      | 913 713 hab. | 1 174 456 hab. | 1 353 607 hab. | 1 141 681 hab. | 1 444 639 hab. | 1 478 392 hab. | 1 677 018 hab. |
| • Province du Mouhoun  | 175 043 hab. | 235 391 hab.   |                |                |                | 308 134 hab.   |                |
| • Ville de Dédougou    | 21 049 hab.  | 33 815 hab.    |                | 41 944 hab.    | 43 089 hab.    | 44 265 hab.    |                |
| • Province de la Kossi | 182 276 hab. | 230 693 hab.   |                |                |                | 285 785 hab.   |                |
| • Province des Banwa   | 158 963 hab. | 215 297 hab.   |                |                |                | 283 663 hab.   |                |
| • Province du Sourou   | 151 159 hab. | 188 512 hab.   |                |                |                | 230 423 hab.   |                |
| • Province des Balé    | 129 323 hab. | 168 170 hab.   |                |                |                | 213 526 hab.   |                |
| • Province du Nayala   | 116 949 hab. | 136 393 hab.   |                |                |                | 156 861 hab.   |                |

Les groupes ethniques et culturels sont essentiellement d’origine mandingue.

## Administration
Le chef-lieu de la région est établi à Dédougou.
Depuis septembre 2017, la région est dirigée par le Gouverneur Edgar Sié SOU.